# Symphysanodon disii
Symphysanodon disii — вид морських окунеподібних риб родини Symphysanodontidae підряду Окуневидні (Percoidei).

## Поширення
Вид відомий лише в Акабській затоці біля узбережжя Йорданії.. Єдиний відомий екземпляр спійманий на глибині 150 м.

## Опис
Єдиний впійманий екземпляр сягав 16,5 см завдовжки.